# Mai An Tiêm

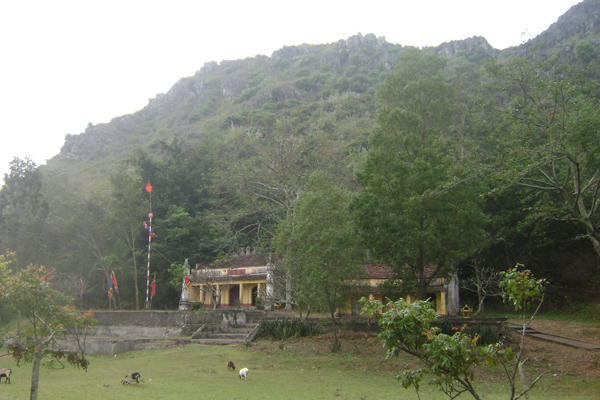
Đền thờ Mai An Tiêm dưới chân núi Mai An Tiêm ở Nga Sơn

Mai An Tiêm là một nhân vật truyền thuyết thời Hùng Vương. Theo truyền thuyết, Mai An Tiêm vốn là con nuôi của Hùng Vương thứ XVII, được vua quý mến gả mị nương tức là nàng Ba cho. Sau vì làm phật ý vua, An Tiêm bị đày ra đảo hoang, tương truyền nay là vùng Nga Sơn, Thanh Hóa. Tại đây, An Tiêm cùng vợ chăm chỉ làm ăn. Một hôm, An Tiêm nhặt được hạt giống cây lạ do chim mang tới, anh đem gieo trồng và cuối cùng gây được giống dưa hấu quý, nhiều người tìm đến trao đổi, tiếng đồn khắp xa gần. Vua biết tin, xuống chiếu gọi về cho phục chức cũ. An Tiêm được coi là ông tổ của nghề trồng dưa hấu tại Việt Nam. 
Ngày nay, tại xã Nga Phú, huyện Nga Sơn, có một dãy núi mang tên Mai An Tiêm, tương truyền chính là hòn đảo xưa kia vợ chồng An Tiêm đi đày. Dưới chân núi này có đền thờ ông và được nhân dân địa phương tổ chức lễ hội vào ngày 12 đến 15 tháng Ba âm lịch hàng năm.